# Zitti e buoni
"Zitti e Buoni" er en sang fra 2021 af det italienske pop-rock band Måneskin, som vandt Eurovision Song Contest 2021.